# Koen Schockaert
Koen Schockaert (Dendermonde, 13 febbraio 1978) è un ex calciatore belga, di ruolo attaccante.

## Carriera

### Club
Schockaert giocò nel Lokeren, prima di essere ingaggiato dal Club Bruges. Successivamente, fu ceduto in prestito al Sint-Truiden e al Tromsø. Debuttò nella formazione norvegese in data 22 luglio 2001, schierato titolare nella sconfitta per 3-1 sul campo del Brann.
Ritornò poi al Club Bruges, prima di essere ceduto al Germinal Beerschot. Seguirono quindi delle esperienze nelle serie inferiori del calcio belga: Denderleeuw, Standaard Wetteren (in due riprese), Nieuwkerken, Cappellen e Berlare.

## Palmarès
- Campionato belga: 1

Club Brugge: 2002-2003
- Supercoppa del Belgio: 1

Club Brugge: 1998
- Coppa del Belgio: 1

Club Brugge: 2001-2002